# Nino Tempo e April Stevens
Nino Tempo e April Stevens era un duo musicale statunitense proveniente da New York, formato dai fratelli Antonino e Carol Lo Tempio.

## Storia
Nel 1963 il singolo Deep Purple, rifacimento di un brano  degli anni '30, fruttò al duo la vittoria del Grammy Award come Migliore disco di rock & roll dell'anno.
L'anno seguente il duo partecipò al Festival di Sanremo, interpretando in abbinamento con Remo Germani il brano Stasera no no no, che raggiungerà la serata finale.